# Ferreries
Ferreries är en kommun i Spanien. Den ligger i den autonoma regionen Balearerna i östra delen av landet. Antalet invånare är 5 114 (2024).  Arean är 66,09 kvadratkilometer. Ferreries ligger på ön Menorca. Ferreries gränsar till Ciutadella de Menorca, Es Mercadal och Es Migjorn Gran. 